# Список объектов культурного наследия Великого Устюга

## Критерии включения
В список вошли памятники архитектуры и истории (объекты культурного наследия России), находящиеся на территории города Великий Устюг, в соответствии с «Перечнем объектов культурного наследия федерального и регионального значения, расположенных на территории Вологодской области и состоящих под государственной охраной», «Каталогом недвижимых объектов культурного наследия» и «Проектом зон охраны памятников истории и культуры г. Великий Устюг (историко-архитектурный опорный план)».

## Структура списка
Объекты сформированы общим списком в алфавитном порядке и отсортированы по адресу. Название объекта и датировка указаны согласно «Перечню объектов культурного наследия федерального и регионального значения, расположенных на территории Вологодской области и состоящих под государственной охраной» или по фамилии первого владельца здания. В колонке «Комментарий» указано современное использование объекта, основные сведения по сохранности. В колонке «Категория историко-культурного значения» указаны охранные категории, которые подразделяются на:
- объекты культурного наследия федерального значения — имеющие особое значение для истории и культуры Российской Федерации;
- объекты культурного наследия регионального значения — объекты, имеющие особое значение для истории и культуры субъекта Российской Федерации;
- выявленные объекты культурного наследия — объекты, которые представляют собой историко-культурную ценность и в отношении которых вынесено заключение государственной историко-культурной экспертизы о включении их в реестр как объектов культурного наследия[4].

В основном списке значатся памятники архитектуры, включая памятники федерального значения, регионального значения и выявленные памятники.
В колонке «№» дан номер комплекса памятников. 
В колонке «Код памятника и состояние» указан код памятника в «Каталоге памятников недвижимых объектов культурного наследия» и цветом отмечено его современное состояние.
Легенда
| Отреставрирован(отличное) | Хорошее | Аварийное | Утрачен (руины) | Отреставрирован с нарушениями (имитация) |

## Памятники архитектуры Великого Устюга
| Логотип конкурса «Вики любит памятники» | Объект культурного наследия: № 3500001491 |

| Логотип конкурса «Вики любит памятники» | Объект культурного наследия: № 3500001434 |

| Логотип конкурса «Вики любит памятники» | Объект культурного наследия: № 3500001435 |

| Логотип конкурса «Вики любит памятники» | Объект культурного наследия: № 3500001436 |

| Логотип конкурса «Вики любит памятники» | Объект культурного наследия: № 3500001437 |

| Логотип конкурса «Вики любит памятники» | Объект культурного наследия: № 3500001438 |

| Логотип конкурса «Вики любит памятники» | Объект культурного наследия: № 3500001439 |

| Логотип конкурса «Вики любит памятники» | Объект культурного наследия: № 3500001440 |

| Логотип конкурса «Вики любит памятники» | Объект культурного наследия: № 3500001441 |

| Логотип конкурса «Вики любит памятники» | Объект культурного наследия: № 3500001442 |

| Логотип конкурса «Вики любит памятники» | Объект культурного наследия: № 3500001443 |

| Логотип конкурса «Вики любит памятники» | Объект культурного наследия: № 3500001444 |

| Логотип конкурса «Вики любит памятники» | Объект культурного наследия: № 3500001445 |

| Логотип конкурса «Вики любит памятники» | Объект культурного наследия: № 3500001446 |

| Логотип конкурса «Вики любит памятники» | Объект культурного наследия: № 3500001447 |

| Логотип конкурса «Вики любит памятники» | Объект культурного наследия: № 3510099002 |

| Логотип конкурса «Вики любит памятники» | Объект культурного наследия: № 3500001448 |

| Логотип конкурса «Вики любит памятники» | Объект культурного наследия: № 3500001449 |

| Логотип конкурса «Вики любит памятники» | Объект культурного наследия: № 3500001450 |

| Логотип конкурса «Вики любит памятники» | Объект культурного наследия: № 3500001451 |

| Логотип конкурса «Вики любит памятники» | Объект культурного наследия: № 3500001452 |

| Логотип конкурса «Вики любит памятники» | Объект культурного наследия: № 3510101000 |

| Логотип конкурса «Вики любит памятники» | Объект культурного наследия: № 3510101002 |

| Логотип конкурса «Вики любит памятники» | Объект культурного наследия: № 3510101001 |

| Логотип конкурса «Вики любит памятники» | Объект культурного наследия: № 3500001510 |

| Логотип конкурса «Вики любит памятники» | Объект культурного наследия: № 3510102000 |

| Логотип конкурса «Вики любит памятники» | Объект культурного наследия: № 3510102001 |

| Логотип конкурса «Вики любит памятники» | Объект культурного наследия: № 3510102001 |

| Логотип конкурса «Вики любит памятники» | Объект культурного наследия: № 3500001511 |

| Логотип конкурса «Вики любит памятники» | Объект культурного наследия: № 3500001535 |

| Логотип конкурса «Вики любит памятники» | Объект культурного наследия: № 3500001512 |

| Логотип конкурса «Вики любит памятники» | Объект культурного наследия: № 3500001513 |

| Логотип конкурса «Вики любит памятники» | Объект культурного наследия: № 3500001514 |

| Логотип конкурса «Вики любит памятники» | Объект культурного наследия: № 3500001456 |

| Логотип конкурса «Вики любит памятники» | Объект культурного наследия: № 3500001455 |

| Логотип конкурса «Вики любит памятники» | Объект культурного наследия: № 3500001457 |

| Логотип конкурса «Вики любит памятники» | Объект культурного наследия: № 3500001458 |

| Логотип конкурса «Вики любит памятники» | Объект культурного наследия: № 3500001459 |

| Логотип конкурса «Вики любит памятники» | Объект культурного наследия: № 3510103000 |

| Логотип конкурса «Вики любит памятники» | Объект культурного наследия: № 3500001461 |

| Логотип конкурса «Вики любит памятники» | Объект культурного наследия: № 3500001462 |

| Логотип конкурса «Вики любит памятники» | Объект культурного наследия: № 3500001463 |

| Логотип конкурса «Вики любит памятники» | Объект культурного наследия: № 3500001464 |

| Логотип конкурса «Вики любит памятники» | Объект культурного наследия: № 3500001465 |

| Логотип конкурса «Вики любит памятники» | Объект культурного наследия: № 3500001466 |

| Логотип конкурса «Вики любит памятники» | Объект культурного наследия: № 3500001467 |

| Логотип конкурса «Вики любит памятники» | Объект культурного наследия: № 3510104000 |

| Логотип конкурса «Вики любит памятники» | Объект культурного наследия: № 3510104001 |

| Логотип конкурса «Вики любит памятники» | Объект культурного наследия: № 3510104002 |

| Логотип конкурса «Вики любит памятники» | Объект культурного наследия: № 3510104003 |

| Логотип конкурса «Вики любит памятники» | Объект культурного наследия: № 3500001468 |

| Логотип конкурса «Вики любит памятники» | Объект культурного наследия: № 3510105000 |

| Логотип конкурса «Вики любит памятники» | Объект культурного наследия: № 3500001469 |

| Логотип конкурса «Вики любит памятники» | Объект культурного наследия: № 3500001470 |

| Логотип конкурса «Вики любит памятники» | Объект культурного наследия: № 3500001471 |

| Логотип конкурса «Вики любит памятники» | Объект культурного наследия: № 3500001472 |

| Логотип конкурса «Вики любит памятники» | Объект культурного наследия: № 3500001473 |

| Логотип конкурса «Вики любит памятники» | Объект культурного наследия: № 3510106000 |

| Логотип конкурса «Вики любит памятники» | Объект культурного наследия: № 3500001474 |

| Логотип конкурса «Вики любит памятники» | Объект культурного наследия: № 3500001480 |

| Логотип конкурса «Вики любит памятники» | Объект культурного наследия: № 3500001475 |

| Логотип конкурса «Вики любит памятники» | Объект культурного наследия: № 3510107000 |

| Логотип конкурса «Вики любит памятники» | Объект культурного наследия: № 3510107002 |

| Логотип конкурса «Вики любит памятники» | Объект культурного наследия: № 3510107001 |

| Логотип конкурса «Вики любит памятники» | Объект культурного наследия: № 3510107002 |

| Логотип конкурса «Вики любит памятники» | Объект культурного наследия: № 3500001476 |

| Логотип конкурса «Вики любит памятники» | Объект культурного наследия: № 3500001477 |

| Логотип конкурса «Вики любит памятники» | Объект культурного наследия: № 3530069000 |

| Логотип конкурса «Вики любит памятники» | Объект культурного наследия: № 3510108000 |

| Логотип конкурса «Вики любит памятники» | Объект культурного наследия: № 3500001478 |

| Логотип конкурса «Вики любит памятники» | Объект культурного наследия: № 3500001481 |

| Логотип конкурса «Вики любит памятники» | Объект культурного наследия: № 3500001482 |

| Логотип конкурса «Вики любит памятники» | Объект культурного наследия: № 3500001483 |

| Логотип конкурса «Вики любит памятники» | Объект культурного наследия: № 3500001484 |

| Логотип конкурса «Вики любит памятники» | Объект культурного наследия: № 3500001485 |

| Логотип конкурса «Вики любит памятники» | Объект культурного наследия: № 3500001486 |

| Логотип конкурса «Вики любит памятники» | Объект культурного наследия: № 3500001487 |

| Логотип конкурса «Вики любит памятники» | Объект культурного наследия: № 3500001488 |

| Логотип конкурса «Вики любит памятники» | Объект культурного наследия: № 3500001489 |

| Логотип конкурса «Вики любит памятники» | Объект культурного наследия: № 3500001490 |

| Логотип конкурса «Вики любит памятники» | Объект культурного наследия: № 3500001515 |

| Логотип конкурса «Вики любит памятники» | Объект культурного наследия: № 3500001516 |

| Логотип конкурса «Вики любит памятники» | Объект культурного наследия: № 3500001517 |

| Логотип конкурса «Вики любит памятники» | Объект культурного наследия: № 3500001518 |

| Логотип конкурса «Вики любит памятники» | Объект культурного наследия: № 3500001519 |

| Логотип конкурса «Вики любит памятники» | Объект культурного наследия: № 3500001521 |

| Логотип конкурса «Вики любит памятники» | Объект культурного наследия: № 3500001522 |

| Логотип конкурса «Вики любит памятники» | Объект культурного наследия: № 3510109000 |

| Логотип конкурса «Вики любит памятники» | Объект культурного наследия: № 3510109002 |

| Логотип конкурса «Вики любит памятники» | Объект культурного наследия: № 3510109001 |

| Логотип конкурса «Вики любит памятники» | Объект культурного наследия: № 3500001523 |

| Логотип конкурса «Вики любит памятники» | Объект культурного наследия: № 3500001524 |

| Логотип конкурса «Вики любит памятники» | Объект культурного наследия: № 3500001525 |

| Логотип конкурса «Вики любит памятники» | Объект культурного наследия: № 3500001526 |

| Логотип конкурса «Вики любит памятники» | Объект культурного наследия: № 3500001527 |

| Логотип конкурса «Вики любит памятники» | Объект культурного наследия: № 3500001528 |

| Логотип конкурса «Вики любит памятники» | Объект культурного наследия: № 3500001529 |

| Логотип конкурса «Вики любит памятники» | Объект культурного наследия: № 3500001530 |

| Логотип конкурса «Вики любит памятники» | Объект культурного наследия: № 3500000034 |

| Логотип конкурса «Вики любит памятники» | Объект культурного наследия: № 3500001531 |

| Логотип конкурса «Вики любит памятники» | Объект культурного наследия: № 3500001532 |

| Логотип конкурса «Вики любит памятники» | Объект культурного наследия: № 3500001536 |

| Логотип конкурса «Вики любит памятники» | Объект культурного наследия: № 3510110000 |

| Логотип конкурса «Вики любит памятники» | Объект культурного наследия: № 3500001533 |

| Логотип конкурса «Вики любит памятники» | Объект культурного наследия: № 3500001534 |

| Логотип конкурса «Вики любит памятники» | Объект культурного наследия: № 3500001454 |

| Логотип конкурса «Вики любит памятники» | Объект культурного наследия: № 3500000035 |

| Логотип конкурса «Вики любит памятники» | Объект культурного наследия: № 3500184000 |

| Логотип конкурса «Вики любит памятники» | Объект культурного наследия: № 3510112000 |

| Логотип конкурса «Вики любит памятники» | Объект культурного наследия: № 3510112002 |

| Логотип конкурса «Вики любит памятники» | Объект культурного наследия: № 3510112004 |

| Логотип конкурса «Вики любит памятники» | Объект культурного наследия: № 3510112001 |

| Логотип конкурса «Вики любит памятники» | Объект культурного наследия: № 3510112003 |

| Логотип конкурса «Вики любит памятники» | Объект культурного наследия: № 3510112005 |

| Логотип конкурса «Вики любит памятники» | Объект культурного наследия: № 3510113000 |

| Логотип конкурса «Вики любит памятники» | Объект культурного наследия: № 3510114000 |

| Логотип конкурса «Вики любит памятники» | Объект культурного наследия: № 3510115000 |

| Логотип конкурса «Вики любит памятники» | Объект культурного наследия: № 3510111000 |

| Логотип конкурса «Вики любит памятники» | Объект культурного наследия: № 3510111004 |

| Логотип конкурса «Вики любит памятники» | Объект культурного наследия: № 3510111001 |

| Логотип конкурса «Вики любит памятники» | Объект культурного наследия: № 3510111002 |

| Логотип конкурса «Вики любит памятники» | Объект культурного наследия: № 3510111006 |

| Логотип конкурса «Вики любит памятники» | Объект культурного наследия: № 3510111003 |

| Логотип конкурса «Вики любит памятники» | Объект культурного наследия: № 3510111005 |

| Логотип конкурса «Вики любит памятники» | Объект культурного наследия: № 3500001382 |

| Логотип конкурса «Вики любит памятники» | Объект культурного наследия: № 3510124000 |

| Логотип конкурса «Вики любит памятники» | Объект культурного наследия: № 3510116000 |

| Логотип конкурса «Вики любит памятники» | Объект культурного наследия: № 3510116001 |

| Логотип конкурса «Вики любит памятники» | Объект культурного наследия: № 3510116002 |

| Логотип конкурса «Вики любит памятники» | Объект культурного наследия: № 3510116007 |

| Логотип конкурса «Вики любит памятники» | Объект культурного наследия: № 3510116008 |

| Логотип конкурса «Вики любит памятники» | Объект культурного наследия: № 3510116004 |

| Логотип конкурса «Вики любит памятники» | Объект культурного наследия: № 3510116005 |

| Логотип конкурса «Вики любит памятники» | Объект культурного наследия: № 3510116006 |

| Логотип конкурса «Вики любит памятники» | Объект культурного наследия: № 3510116003 |

| Логотип конкурса «Вики любит памятники» | Объект культурного наследия: № 3510117000 |

| Логотип конкурса «Вики любит памятники» | Объект культурного наследия: № 3510117001 |

| Логотип конкурса «Вики любит памятники» | Объект культурного наследия: № 3510117002 |

| Логотип конкурса «Вики любит памятники» | Объект культурного наследия: № 3510117003 |

| Логотип конкурса «Вики любит памятники» | Объект культурного наследия: № 3510117004 |

| Логотип конкурса «Вики любит памятники» | Объект культурного наследия: № 3500001377 |

| Логотип конкурса «Вики любит памятники» | Объект культурного наследия: № 3510118000 |

| Логотип конкурса «Вики любит памятники» | Объект культурного наследия: № 3510118001 |

| Логотип конкурса «Вики любит памятники» | Объект культурного наследия: № 3510118002 |

| Логотип конкурса «Вики любит памятники» | Объект культурного наследия: № 3530065000 |

| Логотип конкурса «Вики любит памятники» | Объект культурного наследия: № 3530065001 |

| Логотип конкурса «Вики любит памятники» | Объект культурного наследия: № 3510118003 |

| Логотип конкурса «Вики любит памятники» | Объект культурного наследия: № 3510119000 |

| Логотип конкурса «Вики любит памятники» | Объект культурного наследия: № 3500002179 |

| Логотип конкурса «Вики любит памятники» | Объект культурного наследия: № 3510119002 |

| Логотип конкурса «Вики любит памятники» | Объект культурного наследия: № 3500002180 |

| Логотип конкурса «Вики любит памятники» | Объект культурного наследия: № 3510119001 |

| Логотип конкурса «Вики любит памятники» | Объект культурного наследия: № 3500002181 |

| Логотип конкурса «Вики любит памятники» | Объект культурного наследия: № 3500001378 |

| Логотип конкурса «Вики любит памятники» | Объект культурного наследия: № 3510120000 |

| Логотип конкурса «Вики любит памятники» | Объект культурного наследия: № 3510120002 |

| Логотип конкурса «Вики любит памятники» | Объект культурного наследия: № 3510120001 |

| Логотип конкурса «Вики любит памятники» | Объект культурного наследия: № 3500001384 |

| Логотип конкурса «Вики любит памятники» | Объект культурного наследия: № 3500001385 |

| Логотип конкурса «Вики любит памятники» | Объект культурного наследия: № 3500001386 |

| Логотип конкурса «Вики любит памятники» | Объект культурного наследия: № 3500001387 |

| Логотип конкурса «Вики любит памятники» | Объект культурного наследия: № 3500001388 |

| Логотип конкурса «Вики любит памятники» | Объект культурного наследия: № 3500001389 |

| Логотип конкурса «Вики любит памятники» | Объект культурного наследия: № 3500001391 |

| Логотип конкурса «Вики любит памятники» | Объект культурного наследия: № 3500001379 |

| Логотип конкурса «Вики любит памятники» | Объект культурного наследия: № 3500001380 |

| Логотип конкурса «Вики любит памятники» | Объект культурного наследия: № 3510121000 |

| Логотип конкурса «Вики любит памятники» | Объект культурного наследия: № 3510121001 |

| Логотип конкурса «Вики любит памятники» | Объект культурного наследия: № 3510121002 |

| Логотип конкурса «Вики любит памятники» | Объект культурного наследия: № 3510121003 |

| Логотип конкурса «Вики любит памятники» | Объект культурного наследия: № 3510121004 |

| Логотип конкурса «Вики любит памятники» | Объект культурного наследия: № 3510121005 |

| Логотип конкурса «Вики любит памятники» | Объект культурного наследия: № 3510121006 |

| Логотип конкурса «Вики любит памятники» | Объект культурного наследия: № 3510121007 |

| Логотип конкурса «Вики любит памятники» | Объект культурного наследия: № 3510121008 |

| Логотип конкурса «Вики любит памятники» | Объект культурного наследия: № 3510121009 |

| Логотип конкурса «Вики любит памятники» | Объект культурного наследия: № 3510121010 |

| Логотип конкурса «Вики любит памятники» | Объект культурного наследия: № 3500002184 |

| Логотип конкурса «Вики любит памятники» | Объект культурного наследия: № 3510121011 |

| Логотип конкурса «Вики любит памятники» | Объект культурного наследия: № 3510121012 |

| Логотип конкурса «Вики любит памятники» | Объект культурного наследия: № 3510121013 |

| Логотип конкурса «Вики любит памятники» | Объект культурного наследия: № 3510121014 |

| Логотип конкурса «Вики любит памятники» | Объект культурного наследия: № 3510121015 |

| Логотип конкурса «Вики любит памятники» | Объект культурного наследия: № 3510121016 |

| Логотип конкурса «Вики любит памятники» | Объект культурного наследия: № 3500002178 |

| Логотип конкурса «Вики любит памятники» | Объект культурного наследия: № 3500001392 |

| Логотип конкурса «Вики любит памятники» | Объект культурного наследия: № 3500001393 |

| Логотип конкурса «Вики любит памятники» | Объект культурного наследия: № 3500001394 |

| Логотип конкурса «Вики любит памятники» | Объект культурного наследия: № 3500001381 |

| Логотип конкурса «Вики любит памятники» | Объект культурного наследия: № 3500001383 |

| Логотип конкурса «Вики любит памятники» | Объект культурного наследия: № 3500001395 |

| Логотип конкурса «Вики любит памятники» | Объект культурного наследия: № 3500002111 |

| Логотип конкурса «Вики любит памятники» | Объект культурного наследия: № 3500001398 |

| Логотип конкурса «Вики любит памятники» | Объект культурного наследия: № 3510122000 |

| Логотип конкурса «Вики любит памятники» | Объект культурного наследия: № 3510122002 |

| Логотип конкурса «Вики любит памятники» | Объект культурного наследия: № 3510122003 |

| Логотип конкурса «Вики любит памятники» | Объект культурного наследия: № 3500001399 |

| Логотип конкурса «Вики любит памятники» | Объект культурного наследия: № 3510122001 |

| Логотип конкурса «Вики любит памятники» | Объект культурного наследия: № 3500001400 |

| Логотип конкурса «Вики любит памятники» | Объект культурного наследия: № 3500001375 |

| Логотип конкурса «Вики любит памятники» | Объект культурного наследия: № 3510123000 |

| Логотип конкурса «Вики любит памятники» | Объект культурного наследия: № 3510123002 |

| Логотип конкурса «Вики любит памятники» | Объект культурного наследия: № 3500001402 |

| Логотип конкурса «Вики любит памятники» | Объект культурного наследия: № 3500001401 |

| Логотип конкурса «Вики любит памятники» | Объект культурного наследия: № 3500001403 |

| Логотип конкурса «Вики любит памятники» | Объект культурного наследия: № 3510123001 |

| Логотип конкурса «Вики любит памятники» | Объект культурного наследия: № 3500001404 |

| Логотип конкурса «Вики любит памятники» | Объект культурного наследия: № 3500001405 |

| Логотип конкурса «Вики любит памятники» | Объект культурного наследия: № 3500001406 |

| Логотип конкурса «Вики любит памятники» | Объект культурного наследия: № 3500001407 |

| Логотип конкурса «Вики любит памятники» | Объект культурного наследия: № 3510125000 |

| Логотип конкурса «Вики любит памятники» | Объект культурного наследия: № 3500001408 |

| Логотип конкурса «Вики любит памятники» | Объект культурного наследия: |

| Логотип конкурса «Вики любит памятники» | Объект культурного наследия: № 3500001409 |

| Логотип конкурса «Вики любит памятники» | Объект культурного наследия: № 3500001500 |

| Логотип конкурса «Вики любит памятники» | Объект культурного наследия: № 3500001501 |

| Логотип конкурса «Вики любит памятники» | Объект культурного наследия: № 3500001502 |

| Логотип конкурса «Вики любит памятники» | Объект культурного наследия: № 3500001503 |

| Логотип конкурса «Вики любит памятники» | Объект культурного наследия: № 3500001504 |

| Логотип конкурса «Вики любит памятники» | Объект культурного наследия: № 3500001410 |

| Логотип конкурса «Вики любит памятники» | Объект культурного наследия: № 3510126000 |

| Логотип конкурса «Вики любит памятники» | Объект культурного наследия: № 3500001411 |

| Логотип конкурса «Вики любит памятники» | Объект культурного наследия: № 3500001412 |

| Логотип конкурса «Вики любит памятники» | Объект культурного наследия: № 3510127000 |

| Логотип конкурса «Вики любит памятники» | Объект культурного наследия: № 3510127001 |

| Логотип конкурса «Вики любит памятники» | Объект культурного наследия: № 3510127002 |

| Логотип конкурса «Вики любит памятники» | Объект культурного наследия: № 3510127003 |

| Логотип конкурса «Вики любит памятники» | Объект культурного наследия: № 3510127004 |

| Логотип конкурса «Вики любит памятники» | Объект культурного наследия: № 3500001413 |

| Логотип конкурса «Вики любит памятники» | Объект культурного наследия: № 3510128000 |

| Логотип конкурса «Вики любит памятники» | Объект культурного наследия: № 3510130000 |

| Логотип конкурса «Вики любит памятники» | Объект культурного наследия: № 3510130002 |

| Логотип конкурса «Вики любит памятники» | Объект культурного наследия: № 3510130001 |

| Логотип конкурса «Вики любит памятники» | Объект культурного наследия: № 3500194000 |

| Логотип конкурса «Вики любит памятники» | Объект культурного наследия: № 3500194001 |

| Логотип конкурса «Вики любит памятники» | Объект культурного наследия: № 3500194002 |

| Логотип конкурса «Вики любит памятники» | Объект культурного наследия: № 3510131000 |

| Логотип конкурса «Вики любит памятники» | Объект культурного наследия: № 3500001506 |

| Логотип конкурса «Вики любит памятники» | Объект культурного наследия: № 3510131004 |

| Логотип конкурса «Вики любит памятники» | Объект культурного наследия: № 3510131001 |

| Логотип конкурса «Вики любит памятники» | Объект культурного наследия: № 3510131002 |

| Логотип конкурса «Вики любит памятники» | Объект культурного наследия: № 3510131003 |

| Логотип конкурса «Вики любит памятники» | Объект культурного наследия: № 3500001414 |

| Логотип конкурса «Вики любит памятники» | Объект культурного наследия: № 3510132000 |

| Логотип конкурса «Вики любит памятники» | Объект культурного наследия: № 3500001415 |

| Логотип конкурса «Вики любит памятники» | Объект культурного наследия: № 3510133000 |

| Логотип конкурса «Вики любит памятники» | Объект культурного наследия: № 3510133001 |

| Логотип конкурса «Вики любит памятники» | Объект культурного наследия: № 3510133002 |

| Логотип конкурса «Вики любит памятники» | Объект культурного наследия: № 3510133003 |

| Логотип конкурса «Вики любит памятники» | Объект культурного наследия: № 3500001507 |

| Логотип конкурса «Вики любит памятники» | Объект культурного наследия: № 3500001416 |

| Логотип конкурса «Вики любит памятники» | Объект культурного наследия: № 3500001508 |

| Логотип конкурса «Вики любит памятники» | Объект культурного наследия: № 3500001417 |

| Логотип конкурса «Вики любит памятники» | Объект культурного наследия: № 3500001505 |

| Логотип конкурса «Вики любит памятники» | Объект культурного наследия: № 3500001498 |

| Логотип конкурса «Вики любит памятники» | Объект культурного наследия: № 3510135000 |

| Логотип конкурса «Вики любит памятники» | Объект культурного наследия: № 3510135003 |

| Логотип конкурса «Вики любит памятники» | Объект культурного наследия: № 3510135001 |

| Логотип конкурса «Вики любит памятники» | Объект культурного наследия: № 3510135002 |

| Логотип конкурса «Вики любит памятники» | Объект культурного наследия: № 3510136000 |

| Логотип конкурса «Вики любит памятники» | Объект культурного наследия: № 3510137000 |

| Логотип конкурса «Вики любит памятники» | Объект культурного наследия: № 3510137001 |

| Логотип конкурса «Вики любит памятники» | Объект культурного наследия: № 3510138000 |

| Логотип конкурса «Вики любит памятники» | Объект культурного наследия: № 3500001390 |

| Логотип конкурса «Вики любит памятники» | Объект культурного наследия: № 3500001499 |

| Логотип конкурса «Вики любит памятники» | Объект культурного наследия: № 3510139000 |

| Логотип конкурса «Вики любит памятники» | Объект культурного наследия: № 3510139001 |

| Логотип конкурса «Вики любит памятники» | Объект культурного наследия: № 3510139002 |

| Логотип конкурса «Вики любит памятники» | Объект культурного наследия: № 3510100000 |

| Логотип конкурса «Вики любит памятники» | Объект культурного наследия: № 3500001453 |

| Логотип конкурса «Вики любит памятники» | Объект культурного наследия: № 3510100003 |

| Логотип конкурса «Вики любит памятники» | Объект культурного наследия: № 3510100004 |

| Логотип конкурса «Вики любит памятники» | Объект культурного наследия: № 3510100002 |

| Логотип конкурса «Вики любит памятники» | Объект культурного наследия: № 3510140000 |

| Логотип конкурса «Вики любит памятники» | Объект культурного наследия: № 3510140002 |

| Логотип конкурса «Вики любит памятники» | Объект культурного наследия: № 3510140003 |

| Логотип конкурса «Вики любит памятники» | Объект культурного наследия: № 3510140001 |

| Логотип конкурса «Вики любит памятники» | Объект культурного наследия: № 3510140004 |

## Памятники археологии Великого Устюга
| Логотип конкурса «Вики любит памятники» | Объект культурного наследия: № 3510099001 |

| Логотип конкурса «Вики любит памятники» | Объект культурного наследия: № 3510134000 |

## Памятники истории
| Логотип конкурса «Вики любит памятники» | Объект культурного наследия: № 3500001496 |

| Логотип конкурса «Вики любит памятники» | Объект культурного наследия: № 3500176000 |

| Логотип конкурса «Вики любит памятники» | Объект культурного наследия: № 3500177000 |

| Логотип конкурса «Вики любит памятники» | Объект культурного наследия: № 3500178000 |

## Памятники монументального искусства
| Логотип конкурса «Вики любит памятники» | Объект культурного наследия: № 3510100000 |

| Логотип конкурса «Вики любит памятники» | Объект культурного наследия: № 3510100001 |

## Объекты, не включённые в основной список
Ниже представлен список объектов, не включённых в список объектов культурного наследия, но представляющих исторический интерес.
| № | Изображение | Наименование памятника | Датировка памятника | Адрес | Комментарий |
| - | ----------- | ---------------------- | ------------------- | ----- | ----------- |
| 1 |             |                        |                     |       |             |